# 長引山
長引山（ながびきやま）は、秋田県鹿角郡小坂町にある標高857mの山である。

## 概要
小坂川（米代川水系支流）の上流域に位置する。周辺には鹿角牛（日本短角種）が林間放牧されている。
十和田大館樹海ライン沿線の「白地林道口」から登山路が設けられている。
東側山麓を流下する砂子沢川（小坂川水系）には、洪水調節、流水の正常な機能の維持と水道用水の供給を目的とする砂子沢ダムが建設されている。

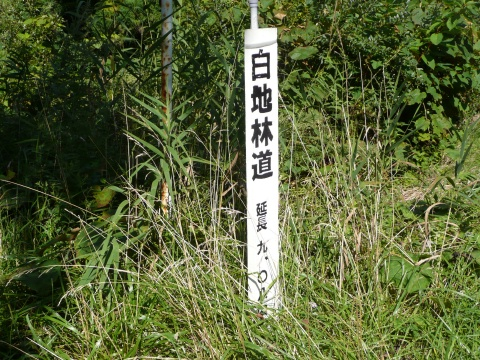
白地林道口

## 近くの山
- 黒森